# Kosmos 2368
Kosmos 2368, ruski satelit sustava ranog upozorenja o raketnom napadu, iz programa Kosmos. Vrste je Oko (br. 6053).
Lansiran je 27. prosinca 1999. godine u 19:12 s kozmodroma Pljesecka u Rusiji. Lansiran je u visoku orbitu oko planeta Zemlje raketom nosačem Molnija-M 8K78M. Orbita mu je 577 km u perigeju i 39.776 km u apogeju. Orbitna inklinacija mu je 62,88°. Spacetrackov kataloški broj je 26042. COSPARova oznaka je 1999-073-A. Zemlju obilazi u 717,74 minute. Pri lansiranju bio je mase kg. 
Iz te misije još su tri objekta bila u orbiti, koja su se dva iz niske orbite vratila u atmosferu - BOZ i 11S510, dok je blok 2BL još u visokoj orbiti.

## Vanjske poveznice
- N2YO.com Search Satellite Database
- Celes Trak SATCAT Format Documentation (engl.)
- Kunstman  Arhivirana inačica izvorne stranice od 12. kolovoza 2019. (Wayback Machine) Satellites in Orbit (engl.)